# 드림아웃
드림아웃(dream=out?)은 iip에서 발행하는 소설 잡지이다. 2007년 창간호가 발간되었고, 연 2~3회 간격으로 나올 예정이었으나 현재 휴간 중이다.
'라이트 노벨의 새로운 도전'을 표방하며, 라이트 노벨을 대한민국의 신인 작가들에 의해 선보이고 있다. 창간호의 경우는 장정부터 목차에 이르기까지 파우스트를 많이 모방한 흔적을 보이고 있다.
2007년 7월에 2호를 발행할 예정이었으나 내부 사정으로 8월에 휴간을 선언하며 무기한 연기했다. 2008년에 단체 및 출판사명을 iip에서 멜릭스(MELICS)로 이름을 변경했다. 하지만 멤버의 대부분이 군입대 중이라 2008년 8월 현재까지 눈에 띄는 활동을 보이고 있지는 않다.